# Шумадијски управни округ
Шумадијски управни округ се налази у централном делу Републике Србије и простире се на 2.387 km². Обухвата један град и шест општина. Према подацима са последњег пописа 2022. године у округу је живело 269.728 становника Седиште управног округа је у Крагујевцу. На северу се граничи Градом Београдом, на североистоку са Подунавским округом, на истоку са Поморавским округом, на југу са Рашким округом, на западу са Моравичким округом и на северозападу са Колубарским округом. Име је добио по географској регији Шумадија. Међутим, Шумадијски округ обухвата само мали део Шумадије, која се иначе простире на 5.796 km².

## Административна подела
Шумадијски управни округ обухвата један град и шест општина.
| Назив               | Грб | Број становника (2011) | Градоначелник/Председник                    |
| ------------------- | --- | ---------------------- | ------------------------------------------- |
| Град Крагујевац     |     | 179.417                | Никола Дашић Српска напредна странка        |
| Општина Аранђеловац |     | 46.225                 | Бојан Радовић Српска напредна странка       |
| Општина Баточина    |     | 11.760                 | Дејан Аранђеловић Српска напредна странка   |
| Општина Кнић        |     | 14.237                 | Срећко Илић Српска напредна странка         |
| Општина Лапово      |     | 7.837                  | Бобан Миличић Српска напредна странка       |
| Општина Рача        |     | 11.503                 | Бранко Радосављевић Српска напредна странка |
| Општина Топола      |     | 22.329                 | Драган Живановић Боља Србија                |

## Привреда
Крагујевац је велики индустријски центар у Србији са јаком аутомобилском (ФИАТ Крајслер аутомобили Србија) и војном (Застава оружје) индустријом.

## Демографија
Према попису становништва из 2011. године Шумадијски округ има 293.308 становника, док густина насељености износи 121,9 становника/km². Просечна старост становништва износи 43,66 година. Најмлађу популацију има Крагујевац (41,79 година), док најстарију има Кнић (46,55 година).

## Култура
У околини Крагујевца налазе се манастири из средњег века, као што су: 
- Благовештански манастир Дивостин из 18. века,
- манастир Светог Николе, за кога се верује да је постојао и у време Косовског боја (1389),
- манастир Драча (не зна се поуздано када је настао).

У Крагујевцу је 1833. године основана прва српска гимназија јужно од Саве и Дунава. 1835. године је основан Књажевско-српски театар.
У Крагујевцу у спомен парку Шумарице је споменик стрељаним ђацима и професорима гимназије. У намери да застраше становништво Србије, немачки фашисти су 21. октобра 1941. године за само један дан стрељали у Крагујевцу око 3.000 грађана, а међу њима и око 300 ђака и 18 професора Крагујевачке гимназије, као и 15 дечака од 8 до 15 година старости. 
Крагујевац је данас модеран индустријски центар Србије.